# Левиттаун (Њујорк)
Левиттаун (енгл. Levittown) насељено је место без административног статуса у америчкој савезној држави Њујорк.
Развило се развио 1946-51. годинепосредством фирме Левит и синови, и био је први пример комлетно испланираног комплекса за становање.
Комплекс је имао на хиљаде јефтиних станова (уз трговачке центре, игралишта, базене, сале и школе).

## Демографија
По попису из 2010. године број становника је 51.881, што је 1.186 (-2,2%) становника мање него 2000. године.
| Група             | 2000.          | 2010.          |
| Белци             | 47.251 (89,0%) | 41.814 (80,6%) |
| Афроамериканци    | 266 (0,5%)     | 470 (0,9%)     |
| Азијати           | 1.511 (2,8%)   | 2.956 (5,7%)   |
| Хиспаноамериканци | 3.601 (6,8%)   | 5.979 (11,5%)  |
| Укупно            | 53.067         | 51.881         |